# Família Theobalda
A família Theobalda é uma pequena família de asteroides localizados no cinturão principal. A família foi nomeada devido ao primeiro asteroide que foi classificado neste grupo, o 778 Theobalda.

## Os maiores membros desta família
| Nome          | Diâmetro | Semieixo maior | Inclinação orbital | Excentricidade orbital | Ano da descoberta |
| ------------- | -------- | -------------- | ------------------ | ---------------------- | ----------------- |
| 778 Theobalda | 64,06 km | 3,195 UA       | 13,669 °           | 0,248                  | 1914              |